# 14-mijlsgebied

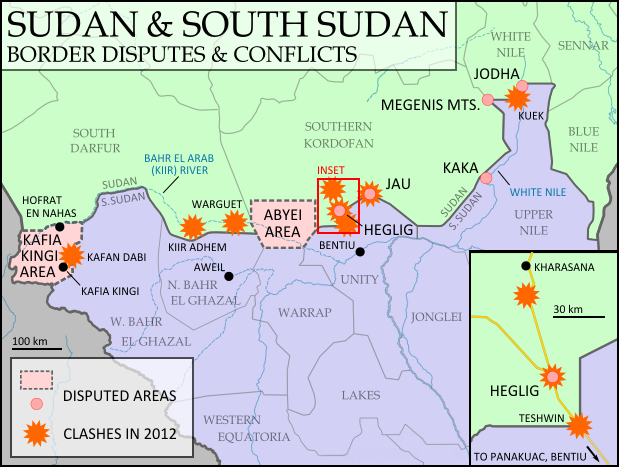
De grens en betwiste gebieden tussen Soedan en Zuid-Soedan.

Het 14-mijlsgebied is een betwist gebied op de grens tussen Soedan en Zuid-Soedan, ten zuiden van de rivier Kiir, tussen de Zuid-Soedanese staat Noordelijk Bahr el Ghazal en de Soedanese staat Oost-Darfoer.
Het gebied wordt hoofdzakelijk bewoond door de Zuid-Soedanese Malual Dinka. Jaarlijks trekken nomadische Rizeigat uit Soedan naar de streek om er hun vee te laten grazen. Daardoor bestond een conflict tussen de twee volkeren over het graasland. In 1924 kwamen de Britse gouverneur van de kolonie Soedan Patrick Munro en de gouverneur van de regio Bahr-al-Ghazal Mervyn Wheatley overeen een veertien mijl brede strook ten zuiden van de Kiir-rivier aan de Rizeigat toe te wijzen. De grenslijn die zij trokken heet nu de Munro-Wheatley-lijn, en het gebied staat bekend als het 14-mijlsgebied.
Sinds de burgeroorlogen in Soedan en de afscheiding van Zuid-Soedan in 2009 maken beide bevolkingsgroepen aanspraak op het gebied. Beiden vrezen immers geen toegang meer te hebben tot het graasland als het achter de landsgrens zou komen te liggen. Tussen 2005 en 2011 bombardeerde het Soedanese leger er stellingen van de rebellengroep SPLA. Het werd in 2012 op vraag van Soedan toegevoegd aan de Veilige Gedemilitariseerde Grenszone (SDBZ) tussen beide landen. Op die manier wilde Soedan de bevoorradingsroutes van de rebellengroep JEM vanuit Zuid-Soedan afsnijden.
De Malual Dinka protesteerden echter tegen de opname van het gebied in de SDBZ. In hun ogen gaven ze daarmee land op dat tijdens de burgeroorlogen en sporadisch geweld nadien met grote verliezen was verdedigd. Na de afscheiding van Zuid-Soedan was ook het nationalisme toegenomen, en vond men dat het land niet langer gedeeld moest worden met een volk uit Soedan waarvan sommigen tijdens de burgeroorlog al brandschattend door de regio waren getrokken. In principe moesten de twee volken samen de graasroutes afspreken, maar in de praktijk waren het de SPLA en de regering van Noordelijk Bahr el Ghazal die bepaalden waar de Rizeigat mochten komen.
Als onderdeel van de SDBZ zou het 14-mijlsgebied gedemilitariseerd moeten zijn. Hierop wordt toegezien door het Gezamenlijk Grenstoezichtsmechanisme (JBVMM), dat als onderdeel van het vredesakkoord tussen Soedan en Zuid-Soedan uit 2011 werd opgezet. De Malual Dinka vrezen dat ze daardoor in het gebied niet langer beschermd zouden worden door de SPLA. Die vrees bleek gegrond toen de SPLA zich na een akkoord in maart 2013 gedeeltelijk had teruggetrokken uit het 14-mijlsgebied. Kort daarop vielen Rizeigat dorpen in het gebied aan, waarbij drie doden vielen en 200 stuks vee werden gestolen.
Het JBVMM controleerde enkel vanuit de lucht, en na toestemming te vragen aan de overheid, die zo tijd kreeg om haar troepen te verbergen. Daardoor waren de waarnemingen inzake demilitarisatie onbetrouwbaar. Er waren patrouilles op het terrein nodig, maar daarvoor moest de VN-vredesmacht UNISFA bijkomende manschappen krijgen om bescherming te kunnen bieden. In mei 2013 stemde de VN-veiligheidsraad daarmee in, maar een jaar later waren slechts 117 manschappen ter plaatse, en lag de bouw van vier basissen om hen te vestigen ver achter op schema. Daardoor raakte het 14-mijlsgebied steeds meer gemilitariseerd.